# Альбін Стапович
Альбін Стапович (псевдонім: Уладзімер Загорскі; 18 березня 1894, с. Барані, Свенцянський повіт, Віленська губернія, тепер Островецький повіт, Гродненська область, Білорусь — 18 грудня 1934) — білоруський громадсько-політичний та католицький музичний, світський діяч.

## Життєпис
Народився в селі Барані Свенцяцького повіту Віленської губернії (нині Островецький район Гродненської області, Білорусь).
Навчався в консерваторії Монтвіла у Вільнюсі, Казанському університеті. Керував церковним хором у Казані (1913—1921). Потім повернувся до Вільнюса. Навчався у Вільнюському університеті.
У 1922 керував Білоруським хором. Викладав музику у Віленській білоруській гімназії.
У 1923 вступив до ревізійної комісії Студентської спілки. Один із засновників Білоруського кооперативного сільськогосподарського та промислового банку.
У 1926 — секретар Вільнюського гуртка Білоруського інституту економіки та культури.
У 1930—1934 — заступник голови, голова Вільнюського гуртка. Керівник білоруського хору при ньому. Активний член Білоруської християнської демократії.
У 1926 — секретар, у 1927—1930 — заступник голови. З травня 1926 р. Голова Білоруської друкарні імені Франциска Скорини. Член з'їзду Селянської спілки 24 березня 1926.
Деякий час (1927—1928) — редактор «Білоруської криниці».
У 1928—1930 — Посол Сейму (обраний від Блоку національних меншин), член Білоруського посольського клубу.
У 1930 — заступник голови Білоруського національного комітету.
У 1930 спробував створити власну політичну партію Білоруських незалежних радикалів.
Керував білоруським хором при церкві св. Миколая у Вільнюсі.
Автор кількох білоруських пісень, серед яких гімн Білоруського інституту економіки та культури «Дзе чутны мовы нашай гукі».
Друкувався в різних білоруських виданнях «Наш шлях», «Крыніца», «Родныя гоні», «Нёман», «Новы шлях», «Шлях моладзі», «Самапомач».
У 1935 побачив світ його співаник «Za Baćkaŭščenu», виданий БІГіК накладам 1000 примірників.
Похований у Вільнюсі на цвинтарі «Расу».

## Твори
- Дзе чутны мовы нашай гукі, Вільня, 1926
- Biełarusy i dziaržaŭnaja niezałežnaść, Вільня, 1929, выд. «Беларукай Крыніцы», друк. Францыска Скарыны, 16ст., 1000 ас.
- Сьпеўнік Za Baćkaŭščynu, Вільня, 1935, выданьне БІГіК, 1000 асобнікаў.
- Беларусь у сучаснай польскай літаратуры — лекцыя, прачытаная 5 траўня 1928 у БІГіК, Беларуская крыніца, 1928 № 29 (перавыданьне ARCHE 8-2009)